# Жозеф Поль-Бонкур
Огюстен Альфред Жозеф Поль-Бонкур (фр. Augustin Alfred Joseph Paul-Boncour; 4 серпня 1873, Сен-Еньян, Франція — 28 березня 1972, Париж, Франція) — французький державний і політичний діяч періоду Третьої республіки. Дипломат. Міністр праці і соціального забезпечення Франції з 2 березня по 26 листопада 1911. Військовий міністр Франції з 3 червня по 18 грудня 1932. Прем'єр-міністр Франції з 18 грудня 1932 по 31 січня 1933. Міністр закордонних справ Франції з 18 грудня 1932 по 30 січня 1934. Міністр національної оборони та військовий з 4 по 9 лютого 1934. Державний міністр, постійний делегат в Женеві з 24 січня по 4 червня 1936. Міністр закордонних справ Франції з 13 березня по 10 квітня 1938.